# Avaí Futebol Clube
Avaí Futebol Clube, oftest omtalt bare som Avaí, er en fodboldklub i Brasilien. Klubben hører hjemme i Florianópolis. Klubben blev grundlagt 1. september 1923. Hjemmebanen hedder Ressacada og har plads til 19.000 tilskuere. Klubben spiller i den brasilianske Série B, Campeonato Brasileiro.

## Historiske slutplaceringer
| Sæson | Niveau | Liga                          | Placering | Kilde  | Notering |
| ----- | ------ | ----------------------------- | --------- | ------ | -------- |
| 2025  | 2.     | Campeonato Brasileiro Série B | .         | [ 1 ]  |          |
|       |        |                               |           |        |          |
| 2024  | 2.     | Campeonato Brasileiro Série B | 10.       | [ 2 ]  |          |
|       |        |                               |           |        |          |
| 2023  | 2.     | Campeonato Brasileiro Série B | 13.       | [ 3 ]  |          |
|       |        |                               |           |        |          |
| 2022  | 1.     | Campeonato Brasileiro Série A | 19.       | [ 4 ]  |          |
|       |        |                               |           |        |          |
| 2021  | 2.     | Campeonato Brasileiro Série B | 4.        | [ 5 ]  |          |
|       |        |                               |           |        |          |
| 2020  | 2.     | Campeonato Brasileiro Série B | 9.        | [ 6 ]  |          |
|       |        |                               |           |        |          |
| 2019  | 1.     | Campeonato Brasileiro Série A | 20.       | [ 7 ]  |          |
|       |        |                               |           |        |          |
| 2018  | 2.     | Campeonato Brasileiro Série B | 3.        | [ 8 ]  |          |
|       |        |                               |           |        |          |
| 2017  | 1.     | Campeonato Brasileiro Série A | 18.       | [ 9 ]  |          |
|       |        |                               |           |        |          |
| 2016  | 2.     | Campeonato Brasileiro Série B | 2.        | [ 10 ] |          |
|       |        |                               |           |        |          |
| 2015  | 1.     | Campeonato Brasileiro Série A | 17.       | [ 11 ] |          |
|       |        |                               |           |        |          |
| 2014  | 2.     | Campeonato Brasileiro Série B | 4.        | [ 12 ] |          |
|       |        |                               |           |        |          |
| 2013  | 2.     | Campeonato Brasileiro Série B | 10.       | [ 13 ] |          |
|       |        |                               |           |        |          |
| 2012  | 2.     | Campeonato Brasileiro Série B | 7.        | [ 14 ] |          |
|       |        |                               |           |        |          |
| 2011  | 1.     | Campeonato Brasileiro Série A | 20.       | [ 15 ] |          |
|       |        |                               |           |        |          |
| 2010  | 1.     | Campeonato Brasileiro Série A | 15.       | [ 16 ] |          |
|       |        |                               |           |        |          |
| 2009  | 1.     | Campeonato Brasileiro Série A | 6.        | [ 17 ] |          |
|       |        |                               |           |        |          |
| 2008  | 2.     | Campeonato Brasileiro Série B | 3.        | [ 18 ] |          |
|       |        |                               |           |        |          |
| 2007  | 2.     | Campeonato Brasileiro Série B | 15.       | [ 18 ] |          |
|       |        |                               |           |        |          |
| 2006  | 2.     | Campeonato Brasileiro Série B | 13.       | [ 19 ] |          |
|       |        |                               |           |        |          |